# Taflfélag Vestmannaeyja
Taflfélag Vestmannaeyja – islandzki klub szachowy z siedzibą w Vestmannaeyjar.

## Historia
Klub został założony w 1926 roku. Kilkukrotnie zawieszał działalność, którą reaktywowano w 1936 i 1957 roku. W 2005 roku klub zajął trzecie miejsce w mistrzostwach Islandii. W sezonach 2006/2007, 2009/2010 i 2010/2011 uzyskano wicemistrzostwo kraju. W latach 2012, 2014 i 2015 zespół ponownie zajął trzecią pozycję.
Zawodnikami klubu byli m.in. Rafał Antoniewski, Matthieu Cornette, Henrik Danielsen, Aleksiej Driejew, Luís Galego, Nils Grandelius, Michaił Gurewicz, Jan Gustafsson, Jon Ludvig Hammer, Michael Hoffmann, Masza Klinowa, Sébastien Mazé, Kamil Mitoń, Igor-Alexandre Nataf, Tomi Nybäck, Helgi Ólafsson, Eduardas Rozentalis i Jan Votava. 